# شاي بيرن
شاي بيرن (بالإنجليزية: Shay Byrne)‏ هو مقدم برامج إذاعية بريطاني، ولد في 1973 في دبلن في جمهورية أيرلندا.